# Пушкинский дом (роман)
«Пушкинский дом» — роман Андрея Битова, написанный в 1964—1971 годах. В СССР был опубликован во время Перестройки, в 1987 году.

## Сюжет и структура
Главный герой романа — ленинградский филолог Лёва Одоевцев, «из тех самых Одоевцевых», представитель поколения шестидесятников («Лёва был зачат в роковом году»). Роман посвящён его жизни, от окончания школы до работы в Институте русской литературы, который известен как Пушкинский дом.
Роман состоит из пролога под названием «Что делать?», а также трёх разделов (в свою очередь, поделённых на главы, каждый из которых завершается приложением) и эпилога под названием «Комментарии». Текст романа прерывается авторскими отступлениями, которые выделены курсивом.

#### Раздел первый
В первом разделе «Отцы и дети. Ленинградский роман» рассказывается об отношениях Лёвы Одоевцева с родственниками. Он родился в семье учёных. Его дед — знаменитый филолог, репрессированный в сталинские годы, которого Лёва никогда не видел. Его отец — тоже филолог, преподаватель университета. Лёва не любит его, место отца в сознании Лёвы занимает друг семьи дядя Митя, или дядя Диккенс, участник Первой мировой, Гражданской, Великой Отечественной войн и лагерник. Лёва поступает на филологический факультет и узнаёт, что вернулся его дед — Модест Платонович Одоевцев. Встреча оказывается вовсе не такой, какую ожидал Лёва.
Приложение к разделу: две новеллы дяди Диккенса, которые попали в руки Лёве.

#### Раздел второй
В центре второго раздела, который называется «Герой нашего времени. Версия и вариант первой части», — события, развивавшиеся параллельно тем событиям, что описаны в разделе первом. Начинается он с ключевой даты: «5 марта 1953 года умер известно кто». Во втором разделе автор сосредотачивается на отношениях Лёвы вне семьи. С одноклассником и однокурсником Митишатьевым, имеющим странное влияние на Лёву. С тремя женщинами: Фаиной, Альбиной и Любашей. Особенно мучительны отношения с Фаиной, которая старше и опытнее Лёвы.
Приложение к разделу: пересказ научной статьи Лёвы «Три пророка» с анализом трёх стихотворений: «Пророк» Пушкина, «Пророк» Лермонтова, «Безумие» Тютчева. Подчёркивается, что все стихотворения написаны в то время, когда их авторам было по двадцать семь лет. Столько же и Лёве во время написания статьи.

#### Раздел третий
Раздел третий «Бедный всадник. Поэма о мелком хулиганстве» — прямое продолжение первых двух разделов, в нём повествовательные линии сливаются в одну. Лёва остаётся дежурить в Пушкинском доме на ноябрьские праздники. Отказаться он не может, так как сразу после праздников состоится защита его диссертации. Неожиданно приходит Митишатьев со своим студентом, которого он называет «фон Готтих». Затем приходит Бланк, бывший работник института. Вечер, начавшийся дружеской попойкой, завершается грандиозным скандалом и дуэлью (попросту дракой) Лёвы и Митишатьева. Автор предлагает разные варианты финала. В одном из них Лёва гибнет, в другом — остаётся в живых и с помощью дяди Диккенса наводит порядок в разгромленном кабинете института.
Приложение к разделу: история отношений автора со своим героем, которые сравниваются с погоней Ахиллеса за черепахой.

#### Эпилог
Заканчивается роман «Комментариями», где автор рассказывает о персонах и бытовых реалиях, упомянутых в тексте (игрушка «раскидайчик», Павлик Морозов и др.), об истории создания романа.

## История создания и публикации
Андрей Битов начал писать роман в 1964 году под впечатлением от суда над Иосифом Бродским, когда эпоха «оттепели» заканчивалась. Сначала это был даже не роман, а рассказ под названием «Аут» (соответствует третьему разделу). Когда рассказ разросся до романа, Битов решил сменить название. Постепенно он пришёл к нынешнему названию — «Пушкинский дом». В приложении к третьему разделу название объясняется так: «…и русская литература, и Петербург (Ленинград), и Россия, — всё это, так или иначе, ПУШКИНСКИЙ ДОМ без его курчавого постояльца». У автора было и несколько вариантов подзаголовка: роман-наказание, филологический роман, Ленинградский роман, две версии, поэма о мелком хулиганстве.
Роман был закончен в 1971 году и расходился в самиздате. Впервые он был опубликован в 1978 году в американском издательстве «Ардис». Зарубежная публикация (и участие в альманахе «Метрополь») фактически закрыли для Битова возможность как-либо печататься в СССР.
Только во время Перестройки снова начали выходить его книги. «Пушкинский дом» был напечатан в журнале «Новый мир», в трёх последних номерах 1987 года. В 1989 году вышло книжное издание, которое завершалось «Комментариями». В них Битов признаётся, что на роман больше всего повлияло творчество трёх писателей: Пруста, Достоевского и Набокова. Там же он говорит, что прототипами деда Одоевцева стали писатель Юрий Домбровский, филолог Михаил Бахтин и непрофессиональный писатель, автор устных новелл Игорь Стин.

## Критика
Роман «Пушкинский дом» называют одним из главных образцов русского постмодернизма (наряду с книгами «Москва — Петушки» Венедикта Ерофеева, «Школа для дураков» Саши Соколова, «Это я — Эдичка» Эдуарда Лимонова).
В нём отмечают такие черты постмодернизма, как интертекстуальность (эпиграфы и названия разделов и глав отсылают к классическим произведениям русской литературы), принципиальная незавершённость повествования, ирония, сложные отношения автора и героя, рефлексия над собственным текстом («автолитературоведение»). Марк Липовецкий считает, что в романе произошло «осознание симулятивной природы культурного и исторического контекста <…> этот радикальнейший переворот мировосприятия — пожалуй, важнейшее из последствий „оттепели“».